# Франко Базалья
Фра́нко База́лья (італ. Franco Basaglia) (11 березня 1924, Венеція — 29 серпня 1980, Венеція) — італійський психіатр.
Докладав зусиль до реформування системи психіатрії в Італії, її деінституціоналізації. Отримав широку популярність у всій Європі як харизматичний лідер руху за демократичну психіатрію.

## Біографія
У роки Другої світової війни брав участь у партизанському русі.
Освіту та (1949 року) медичний ступінь отримав в Університеті Падуї; його цікавила феноменологія, вивчав праці Сартра, Мерло-Понті, Гуссерля, Гайдеггера, аналізував роботи критиків психіатрії, в тому числі Фуко і Гоффмана.
Одружився з Франкою Онгаро, однодумицею й соратницею в подальших реформах; пізніше вона стала депутаткою парламенту.
Обіймав посаду професора психіатрії в Університеті Падуї (Італія).
1961 — став директором психіатричної лікарні в Гориції, потім — у Трієсті, де разом з групою студентів (серед них були д-р Делль'Аква і д-р Норсіо) започаткував широкі зміни, результатом яких було повне скасування в Італії системи психіатричних установ.
У ході клінічної практики в Базальї склалося уявлення про божевілля як про вираз неусвідомлених людських потреб і непрямий акт протесту, адресований суспільству, що розцінювало індивідуальну відмінність як психічне відхилення.
За твердженням дослідника антипсихіатричного руху О.Власової, всі теоретичні роботи Базальї спрямовані на реалізацію єдиної практичної мети — повалення психіатрії як інституту ізоляції.
1964 — у своїй роботі «Ліквідація психіатричної лікарні як місця ізоляції» писав про нівелювання людських якостей пацієнтів психіатричних лікарень, що перебувають в ізоляції, а також про її вкрай негативний вплив на їх соціальне та психічне життя: «Опинившись у стінах психіатричної лікарні, хворий переходить у нове вимірювання емоційної порожнечі…; потрапляючи, таким чином, в місце, з самого початку створене для його втихомирення й одночасно лікування, в дійсності він опиняється в місці, створеному, як це не парадоксально, для повного стирання його особистості, в місці перетворення його в безликий предмет. Якщо психічні захворювання вже самі по собі, за своєю природою ведуть до втрати особистості й свободи, то психіатрична лікарня для такого хворого виявляється нічим іншим як місцем, де зовсім точно він буде забутий, затягнутий у вир хвороби й лікарняного середовища. Повна відсутність планів, утрата майбутнього, постійна залежність від інших без найменшої особистої ініціативи, знаходження під наглядом і специфічний розпорядок дня, який диктують виключно організаційні вимоги, котрі як такі не можуть повністю підходити для окремого індивіда й враховувати особисті потреби кожного, — ось ті загальноприйняті принципи, яким підпорядковується життя в лікарні».
1968 — дійшов (і почав доводити інших) твердого розуміння, що будь-які реформи психіатричних установ, вкладені в них кошти й зусилля ніколи не дають результатів, які б відповідали очікуванням і потребам пацієнтів психіатричних лікарень і сприяли б покращенню їх психічного стану та життя. Таким чином, замість того щоб реформувати психіатричні установи, доцільніше їх повністю ліквідувати. Метою його політичної та соціальної програми було добитися того, щоб психічне захворювання не правило за підставу для ізоляції, і показати, що висновок психіатричної експертизи фактично являє собою вирок про позбавлення волі. Цей радикальний погляд призвів до того, що Базалья прийняв позицію прихильників скасування психіатричних установ і наполегливо пропонував соціальні та економічні альтернативи, які відповідали б потребам інституціалізованого контингенту.
Отримавши призначення на посаду директора психіатричної лікарні в містечку Гориця (поблизу Трієста) й зіткнувшись із жалюгідними умовами утримання душевнохворих (1961), рішуче відкинув ідею можливої реформи лікарні за принципом «секторизації» або «терапевтичних громад» і звернувся до практики, що позбувалася усіх інституційних механізмів, які загрожували б поновленням відторгнення, розриву з соціальним життям тих, хто має справу з психіатрією. «Наша справа, — казав Базалья, — може бути продовжена тільки в негативному напрямку, який має на увазі деструкцію та подолання, що, можливо, не обмежуючись рамками примусово-пенітенціарної системи психіатричних інститутів…, поширювалися б також на насильство і виключення, властиві всій соціально-політичній системі… Чиста влада лікаря зростає так само запаморочливо, як слабшає влада хворого, що в силу своєї госпіталізації стає безправним громадянином, відданим на відкуп лікаря та його всемогутніх санітарів, які можуть не боятися бути покликаними до відповідальності».
1969 — переїхав до Парми, 1973 — до Трієсту.
У січні 1977 року оголосив про закриття психіатричної клініки в Трієсті з переходом до нової терапевтичної моделі, спрямованої на повернення хворих у лоно суспільства.
Завдяки широкій підтримці в професійних і соціальних колах ідеї Базальї поширилися по всій Європі. Кульмінацією його зусиль стало прийняття 1978 року дуже перспективного Закону про психіатричну допомогу № 180, який проголосив, що вся психіатрична допомога повинна бути добровільною, і скасував колишню систему державних психіатричних лікарень.
1979 — очолив психіатричну службу регіону Лаціо.
1980 — раптово помер від раку.

## Головне досягнення життя (Закон 180, або Закон Базальї)
Закон 180, або Закон Базальї, прийнятий 13 травня 1978 року, втілював в масштабах країни заходи по зміні підходу до лікування, випробувані Базальєю із соратниками в місті Трієст. Закон чітко регламентував санітарний, гігієнічний, дисциплінарний режим у психіатричних клініках, обмежував застосування негуманних методів лікування — електрошока, сильнодіючих психотропних ліків та інших — і фактично зробив революцію у відносинах між лікарями, пацієнтами та навколишнім соціальним середовищем. У 2000 році був закритий останній психіатричний стаціонар в Римі, Італія стала першою країною у світі без психіатричних лікарень. Незабаром до неї приєдналися Швейцарія та Швеція. Людей з психічними розладами не піддають примусової ізоляції та госпіталізують у звичайні терапевтичні відділення, де лікують разом з соматичними хворими, що виключає всі можливості для жорстокого ставлення до них і зловживань своїм становищем з боку лікарів, а також запобігає їх соціальній стигматизації, дискримінації і дезадаптації у подальшому.

## Основні цілі Закону 180
Серед основних цілей Закону 180/78 було створення децентралізованої громадської служби, що займається профілактикою психічних розладів, лікуванням та реабілітацією психічно хворих і розвитком комплексної допомоги, особливо через служби, що не входять до системи лікарняних установ. Закон 180/78 фактично зміг внести суттєву зміну в те, яким чином надається психіатрична допомога. Акцент змістився з захисту суспільства в бік більшої відповідності потребам пацієнтів, яким надає допомогу громадська служба. Нові госпіталізації в психіатричні лікарні старого зразка поступово скорочувалися. Через два роки після прийняття закону потрібно було почати поступово скорочувати повторні госпіталізації. Нікого не повертали в суспільство насильно.

## Лікарський досвід і висновки Базальї
У шістдесятих роках психіатрична допомога в Італії надавалася головним чином у психіатричних лікарнях, які в той час називалися лечебницами, як зазначалося в першому базовому Законі, прийнятому в 1904 році. Ліквідація психіатричних лікарень формально розпочалася з прийняттям Закону 180, що вступив у дію в травні 1978 року. У рамках Закону примусове лікування розглядалося лише як виняткова міра, що призвело до розвитку по всій країні мережі Громадських центрів психіатричної допомоги, які пропонують альтернативні засоби роботи з людьми, котрі мають інвалідність з психічного захворювання, усередині суспільства. Фактично процес деінституціоналізації розпочався раніше 1978 року в італійських психіатричних лікарнях, директором яких був Франко Базалья, а саме в Трієсті, Гориці й Ареццо.
Досвід, отриманий в цих різних лікарнях, показав, що:
1) психіатричні відділення можуть функціонувати в режимі відкритих дверей і
2) організаційні заходи, коли вони не допускають насильства, — навіть якщо діють у межах установи — можуть приносити досить позитивні результати. Останній висновок полягав у тому, що
3) можна закрити психіатричні лікарні й проводити лікування людей, що мають проблеми з психічним здоров'ям, усередині суспільства. Безпосередні практичні результати виражалися як у скороченні випадків примусового лікування, так і в тенденції до скорочення у пацієнтів рецидивів хвороби.
Режим «відкритих дверей» Базальї разюче вплинув на почуття пацієнтів та їх взаємини з навколишнім соціальним середовищем і тими, кому треба надавати їм допомогу. Іншими словами, стаціонарний хворий, що провів у лікарні тривалий час, почав «відкривати для себе своє право жити людським життям». Закриття психіатричних лікарень в Італії стало основою створення всередині суспільства сучасних служб для надання людям з важким психічним розладом допомоги, котра не передбачає їх ізоляцію в психіатричних закладах.

## Політична та соціальна обстановка в Італії напередодні прийняття Закону 180
На початку шістдесятих років важливим фактором для розробки нового Закону була наявність рухів, що охоплювали широкі верстви населення й виступали за реформи по всій країні; керували ними студенти університетів, представники робочого класу, профспілок, лівих і радикальних партій. Ця унікальна обстановка привела до появи сучасних проектів законів, які включали закони про розлучення, аборти, права робітників і нарешті Закон 180.
Основним ініціатором Закону 180, який стосувався не тільки питань психіатричної допомоги, був Франко Базалья. Прихильниками ініціативи Базальї, котра призвела до прийняття італійським парламентом у травні 1978 року Закону, який поклав початок реформам, були ліві й радикальні партії, що користуються широкою підтримкою простих людей. Закон 180 було включено в Новий національний закон про психіатричну службу, яка визначила райони, що обслуговуються усіма службами охорони здоров'я, і єдину систему бюджетних асигнувань, котра виключає дискримінацію психіатричних служб, які на той час залишились частиною національної системи охорони здоров'я.
Базалья і його послідовники розглядали психіатрію як сферу, в якій медична допомога надається заради соціального контролю в інтересах чинної влади. Остаточні критерії нормальності й ненормальності де-факто призвели до появи в окремих соціальних групах поглядів про виправданість застосування насильства. Цей підхід був, безумовно, немедицинським і вказував на роль психіатричних установ у контролі та застосуванні медикаментозних засобів для усунення соціальних проблем та девіантної поведінки.
Робота Базальї в психіатричній лікарні (італ. manicomio) в Гориції, що спочатку була заснована на ідеях Джонса Максвелла про терапевтичну громаду, призвела до висновку про те, що суттю проблеми є сама інституція, де суворі організаційні заходи, механізми контролю та жорсткі правила кінець кінцем призводять до втрати усвідомлення себе як особистості й нівелювання людської гідності. Робота, яка спочатку просувалася зусиллями Базальї, була зосереджена на ліквідації психіатричної інституції і зводилася до спроби фізично усунути традиційні бар'єри між людьми та психічно хворими й одночасно домогтися розвитку громадських служб, необхідних для проживання за межами лікарні. Реальні дії, початок яким було покладено в лікарні з метою усунення бар'єрів між персоналом і пацієнтами: символом даної ініціативи стало скасування форменого одягу медичного персоналу та застосування ключів. В результаті виникла лікарня з відкритими дверима, куди можна було вільно увійти зовні.
Звичайному населенню та журналістам виявилося важко зрозуміти й прийняти даний процес: у зв'язку з цим виникла потреба заручитися громадською підтримкою, що було досягнуто шляхом залучення уваги політиків з широким кругозором, які дотримувалися в той час переважно лівих поглядів. Дискусії, головним чином з профспілками, були бурхливими, гарячими і важкими. Кінець кінцем звільнення пацієнтів психіатричних лікарень ввійшло в офіційну програму Італійської комуністичної партії, яка в ті роки (на початку 1970-х) знову набирала політичну та економічну силу. Складне ставлення профспілок до реформи в психіатрії згладжувалося основними лівими партіями, котрі розуміли взаємозв'язок між реформами в медицині, науці та психіатрії й умовами, що позначаються на стані здоров'я та з якими щодня стикаються робітники на заводах і за їх межами. Роблячи кроки до поступового закриття різних державних психіатричних лікарень в Ареццо, Пармі та Реджо-Емілії, Базалья і його однодумці сприяли створенню союзу «Psychiatria Democratica» («Демократична психіатрія»). Мета спілки полягала (і досі полягає) в тому, щоб об'єднати разом зусилля і дії, котрі професійно вживаються в будь-якій сфері громадського життя й ведуть до закриття психіатричних установ та відновлення прав психічно хворих людей.

## Положення Закону 180 і принципи, на яких вони базуються
Найважливіші положення Закону були такими:
1. Місце надання психіатричної допомоги слід перенести з психіатричних лікарень у Громадські центри психіатричної допомоги, що вперше організуються за принципом поділу на округу або райони для забезпечення зв'язків та інтеграції зі службами й громадськими ресурсами.
2. Не дозволяється прийом нових пацієнтів у діючі психіатричні лікарні. Також забороняється будівництво нових психіатричних лікарень.
3. У лікарнях загального профілю слід відкрити психіатричні відділення з обмеженою кількістю ліжко-місць (не більше 14—16).
4. Примусове лікування повинно бути виключною мірою медичного втручання, що застосовується лише у випадку, коли пацієнт відмовляється від амбулаторного лікування і разом з тим не має в своєму розпорядженні доступу до відповідних громадських служб.
Термін перебування в психіатричних відділеннях при звичайних багатопрофільних лікарнях не перевищує двох тижнів, після закінчення яких психіатричне лікування проводять у суспільстві.
В основі Закону 180 лежать три важливих принципи.
Перший принцип полягає в тому, що в Законі, перша стаття якого називається «Добровільне та примусове лікування», розглядаються не дефініції або класифікації захворювання, а види й підстави для проведення лікування.
Другий принцип: у Законі 180 приділяється особлива увага правам пацієнтів, гарантії яких вже надані на підставі писаної конституції Італії (статті 13 і 32), але особливо це стосується особистої свободи й права на лікування (Закон 180/1978, ст. 1). У контексті визначення примусового лікування загального захворювання (встановленого Законом 833/1978 про організацію служб охорони здоров'я та соціальних служб, статті 34 і 33) у Законі 180 роз'яснюються умови, за якими може проводитися примусове лікування тих, хто страждає психічним захворюванням, і це єдина категорія людей, у відношенні якої передбачено примусове лікування (Закон 180/1978, ст. 2.1). Разом з акцентом на лікуванні тут з'являється важлива відмінність — різниця між примусовим лікуванням в Італії і примусовою госпіталізацією в Англії і Уельсі (Закон про психіатричну допомогу 1983 року, Ss 2. (2) (A) і 3. (2) (A)). В Італії етичний та юридичний акцент робиться на лікуванні в суспільстві за підтримкою місцевого Громадського центру психіатричної допомоги.
Третій важливий принцип Закону 180 полягає в тому, що акцент зміщується з поведінки особи, яка страждає психічним захворюванням, на значення надання відповідної допомоги.
Відгуки про Закон 180 відзначалися численністю та різноманітністю. Як вказують Делль'Аква та інші, він викликав певні розбіжності: «Нам здається, все, що зовсім неоднозначним і незвичайним чином виявлялося в сфері уваги при подібному застосуванні [закону] в Італії, — це, з одного боку, гарантія особистої свободи (невтручання), а з іншого боку — примусове лікування» (Делль'Аква). З одного боку, результатом цього було обмеження використання загальних місцевих ресурсів, а з іншого боку — розвиток служб екстреної психіатричної допомоги в лікарнях загального профілю. Крепет і Де Плато висловлюють думку, що «двом цим негативним аспектам реформи — примусовому лікуванню і психіатричної допомозі в лікарнях загального профілю — даний Закон відвів особливу роль з тим, щоб пріоритет отримали обмежені і короткострокові заходи втручання. Замінивши собою колишні заходи, вони практично стали нормою». Між тим у період з моменту прийняття Закону 180/1978 по 1986 рік у Трієсті було видано лише 31 постанову про примусове лікування — в середньому менше чотирьох на рік. 70 % з них видав безпосередньо місцевий Громадський центр психіатричної допомоги, а 30 % — Служба екстреної психіатричної допомоги Трієсту.
Деінституціоналізація і дегоспіталізація. Значення і зміст даних етапів полягали в тому, що деінституціоналізація передувала процесу дегоспіталізації, і між двома цими процесами встановився взаємозв'язок, що виник мірою розвитку подій. Як висловився основоположник реформ Франко Базалья, «Гуманізація життя в психіатричній лікарні розглядалася не як мета сама по собі, а лише як перший крок: кінцевою метою була ліквідація самої психіатричної лікарні. Цей проект був спрямований не на те, щоб просто „поліпшити функціонування“ психіатричної лікарні, а на те, щоб закласти основу для її ліквідації». У цьому Базалья по суті відкидає реформістський підхід руху за терапевтичні громади, запропонований Максвелом Джоунсом, з яким він працював у Великій Британії. У той час, як в терапевтичній громаді піддавалося аналізу та зміні співробітництво старшого та середнього медичного персоналу з «хворими», інституційний бар'єр зберігся і, як стверджував Базалья, став менш жорстким, що прекрасно підтверджував факт активнішої участі пацієнтів в житті. Базалья продовжив свою політику скасування, коли побачив центральну проблему психіатрії в соціальному інституті, у тому, що стоїть між вилікуванням/виправленням та ізоляцією/наглядом. Він побачив діалектичний взаємозв'язок між двома своїми висновками — про скасування цього інституту та повернення індивіда в суспільство — і, попри те, що в дійсності це було поступовим процесом, теорія і мова Базальї часом ставали такими ж жорсткими, як і інститут, який він мав намір скасувати. З приводу цього на обіді, влаштованому для фахівців і політиків незабаром після його прибуття в Трієст, як казали, він заявив, що, «саме поряд з присутністю „божевільних“ на вулицях Трієсту, моєю метою є повалити самі психіатричні установи в кризу». Важливо відзначити, що цей процес від деінституціоналізації до дегоспіталізації не був пов'язаний з діями адміністрації або чиновників.
Як зазначає Дель Гуідіс, «адміністрація і керівництво в Трієст завжди йшли за реальними змінами, і закриття психіатричної лікарні було пов'язано не з діями чиновників, а зі спільними зусиллями пацієнтів, психіатрів, середнього й молодшого медперсоналу та громадськості. Усі вони разом добивались емансипації та відтворення цих змін у суспільстві, користуючись великими або меншими можливостями, наскільки їм дозволяв трудовий договір. Саме в цьому полягала різниця між деінституціоналізацією в рамках економічної політики Рейгана й практикою та проектами деінституціоналізації, спрямованої на лібералізацію людських ресурсів, робочої сили, особистості і незалежності».
Плоди роботи Базальї, що спочатку розглядалися як технічне нововведення в медицині, були результатом аналізу репресивної ролі психіатрії в суспільстві. Цей аналіз підняв деякі соціальні та політичні питання, котрі серйозно вплинули на медицину. Поза сумнівом, Закон 180 був точкою перетину, де сходилися медичні, соціальні та політичні питання. Отже, він може розглядатися як відправна точка для створення майже революційного законодавства (принаймні для країни), тобто нового Закону про національну охорону здоров'я, що вступив у дію в тому ж році та відкрив широкі перспективи для італійського суспільства в цілому.
Звичайно, психіатричні лікарні були ліквідовані в контексті характерних соціальних і політичних подій, що відбилися на різних галузях суспільного життя та медицини (наприклад, догляд за престарілими, інвалідами й дітьми). Основний принцип італійської національної охорони здоров'я полягав у тому, що всі види захворювань слід лікувати без відриву пацієнта від нормального життя (будинки, роботи, праці та відпочинку). Ця мета виявилася досягнутою головним чином за рахунок відмови від заходів ізоляції та створення амбулаторних служб, особливістю яких було багатофункціональне призначення. Цей проект був здійснений шляхом радикальної зміни методів роботи працівників охорони здоров'я та за участю пацієнтів, сімей, молодшого й середнього медперсоналу психіатричних лікарень, студентів, робітників, психіатрів, психологів, журналістів та місцевих чиновників у нових програмах медичної допомоги.

## Застосування та виконання Закону 180
Темпи впровадження Закону в кожному куточку країни були різними, особливо у зв'язку з тим, що кожен регіон мав власне місцеве державне врядування з правом впливати на місцеву політику в охороні здоров'я та суспільного життя. Результатом цього була (і досі залишається) наявність різних стандартів якості послуг, що надаються пацієнтам у залежності від місця їх проживання.
Безсумнівно, впровадження Закону ускладнювалося необхідністю вживати заходів одночасно в двох напрямках: з одного боку, до поступового закриття психіатричних лікарень та відкриття психіатричних відділень в лікарнях загального профілю, а з іншого боку, до створення нових Громадських центрів психіатричної допомоги в суспільстві. Ситуація в деяких регіонах була парадоксальною: відкриття нових психіатричних відділень у лікарнях загального профілю не супроводжувалося створенням нових служб в суспільстві у зв'язку з браком політичної волі. Закриття психіатричних лікарень також призвело до необхідності реабілітації або, іншими словами, деінституціоналізації штату (як молодшого та середнього персоналу, так і лікарів зі ступенями докторів медицини) психіатричних лікарень, який вельми неохоче сприймав зміни, пов'язані з роботою в Громадських центрах психіатричної допомоги. За цими причинами Громадські центри психіатричної допомоги відкрилися з великою затримкою, особливо на півдні Італії, у зв'язку з тим, що процес закриття психіатричних лікарень ішов повільним темпом.
Зайве говорити, що Закон 180 зустрів вкрай значне неприйняття в більшості представників академічної психіатрії та психології. Вони наполягали на тому, що допомога психічно хворим повинна надаватися тільки в клініках або лікарнях, ігноруючи таким чином всі позитивні результати, отримані в експериментах, проведених Базальєю і його прихильниками.
Крім того, загальне впровадження принципів, що призвели до появи Закону 180, потребувало радикальної зміни клінічного підходу до психічно хворих, яке ще не було повністю прийнято провідними психіатрами в медичних університетах, котрі донині залишаються в значній мірі орієнтованими на біологічні та соматичні підходи. За традицією університети не брали участі в наданні послуг всім категоріям психічно хворих, але завжди функціонували як «приватні клініки», що здійснюють відбір пацієнтів для госпіталізації. За деякими винятками, в результаті академічна психіатрія залишилася стояти далеко від психіатрії, що займалася наданням амбулаторної допомоги, від намічених нововведень Закону 180, що поклав початок реформ, і від регіональних програм. До того ж академічна психіатрія залишається в культурному плані відокремленою від реальних життєвих проблем людей, яким вона покликана надавати допомогу. Звичайно, сьогодні, через понад двадцять років після прийняття Закону 180, професійна підготовка нового покоління психіатрів, середнього та молодшого медперсоналу є все ще недостатньою, вимагає надбання особливого антиінституціонального досвіду шляхом безпосередньої участі в діях щодо закриття психіатричних лікарень.
Ця складна змінлива ситуація викликала критику Закону не тільки з боку тих працівників психіатричної служби, що не бажають змінювати свої методи роботи, але й з боку товариств сімейної взаємодопомоги, стурбованих долею своїх родичів у відсутності психіатричних лікарень і в деяких випадках, у перші роки дії Закону, нехваткою тих соціальних програм, що відповідали б потребам та заслуговували довіри.
Сьогодні, головним чином у політичних цілях, різні громадські групи (психіатри, законодавці й товариства сімейної взаємодопомоги, поряд з іншими) шукають шляхи для повернення до колишньої системи, пропонуючи новий закон про психіатричну допомогу, спрямований на зміну основоположних принципів Закону Базальї. З даної причини в цій сфері країна зараз стоїть перед зрозумілим вибором, Парламент розглядає можливість повернення до традиційної психіатрії, а більшість італійських психіатрів остаточно ухвалили нововведення Закону Базальї.
Останнє скорочення бюджетного фінансування охорони здоров'я, продиктоване зміною політичних та економічних пріоритетів, сприяло переходу до заходів, спрямованих на вирішення короткострокових завдань, таких як скорочення витрат на персонал і дотацій на пацієнтів, що призводить в короткостроковій перспективі, ймовірно, до позитивних результатів, але в середньостроковій та довгостроковій — до згубних. У середньостроковій і довгостроковій перспективі ці зміни призвели до необхідності реалізації регіональних програм, оскільки пацієнти з важким ступенем інвалідності у відсутність відповідної допомоги та фінансової підтримки вже не здатні самостійно існувати в суспільстві. У результаті державний пріоритет змістився від фінансування державних соціальних послуг до фінансування регіональних програм, в основі яких лежать приватні та фінансові інтереси. З цих причин для того, щоб мати можливість впливати на виділення фінансування, набагато важливіше продемонструвати ефективність медичної допомоги, яка надається в суспільстві.
З моменту прийняття Закону 180 у 1978 році італійське законодавство про психіатричну допомогу викликало бурхливу дискусію, в ході якої оцінювалися його позитивні сторони й критикувалися негативні, а також обговорювалися соціально-політичні аспекти. Але в міжнародній дискусії ніколи не піднімалося питання про те, що було зроблено в рамках Закону 180 для того, щоб полегшити участь психічно хворих людей, які скоюють злочини. Італійський досвід демонструє, яким чином у випадку, коли не можна запропонувати ніяких відповідних рішень, можна обійти важкі питання. Італійське законодавство ділить психіатричну допомогу на два види: як кредит довіри воно надає законослухняним особам, котрі страждають психічними розладами, право відмовитися від лікування і робить неможливими всі подальші госпіталізації таких психічно хворих пацієнтів, у той же самий час воно дозволяє розміщати психічно хворих людей, які порушують закон, в спеціалізовані установи за вироком до тюремного ув'язнення з нефіксованим строком, в результаті чого вони позбавляються всіх громадянських прав.
Незважаючи на кілька спроб скасування закону, він до сих пір залишається важливою частиною італійського законодавства про психіатричну допомогу. У 2008 році відзначили 30-річний ювілей Закону Базальї.

## Вплив і оцінка діяльності Базальї
В Італії ідеї Базальї значно вплинули на роботу провідних діячів в галузі медичної антропології і етнопсихіатрії. У період, який отримав назву філософсько-медичного, Базалья займався розвитком феноменологічної психіатрії, унікальність якої полягала в її можливості сприяти відновленню зруйнованого життя людини, котра страждає, завдяки розробці плану лікування, що враховує етичні аспекти. Молоді, прогресивно мислячі колеги Базальї виявляли в його поглядах етичний і загальнолюдській аспект, який послужив основою для їх соціальних і політичних поглядів. В наступні роки соціальна й демократична психіатрія отримала ясний шлях зі «суворою» політичною епістемологією, який привів від соціальної психіатрії до кросскультурної і культурної психіатрії і, нарешті, до етнопсіхіатрії. Лікарі, психіатри та психоаналітики вносили зміни в свої теорії та практику для того, щоб сприяти розвитку медицини, котра все більше і більше враховує політичні чинники та потреби корінних італійців, які переселялися з сіл на південь. Пізніше рух виявляв все більший інтерес до іноземних іммігрантів, які приїжджали в Італію з 80-х років XX століття. Коли ідеї Базальї мали основне значення для феноменологічного руху в психіатрії, до цього руху також приєднувалися дослідники й практикуючі фахівці інших наукових шкіл. Феноменологічні підходи до психіатричної практики користуються в Італії широкою популярністю, особливо в порівнянні з філософськими та психологічними підходами, які переважають у Німеччині. Основними діячами цього феноменологічного руху є Альберто Гастон, який докладав зусиль до розвитку діалогу між психоаналізом та феноменологією, Бруно Калліері і Серджіо Мелліна. Луїджі Фріджі і Гоффредо Барточчі сприяли розвитку кросскультурного підходу до психічних розладів. Джузеппе Кардамона, Сальваторе Інглесе і Ніно Лосі дали поглядам Базальї нову інтерпретацію на основі ідей Де Мартіно, Тобі Натана та Дакарской школи, поряд з іншими.
«Гнаних і голодних» Франца Фанона (1961) і проклятих «Інституту, що підлягає ліквідації» Франко Базальї (1974) об'єднував один і той самий радикалізм, який знову стверджував права особистості й засуджував насильство влади, що надає негативну дію та є прихованою у всіх інститутах. Базалья передбачав небезпеку, яку можуть спричинити його переконання, занадто далекі від реальності. Поза сумнівом, багато ідей роботи «Інституту, що підлягає ліквідації», трансформувались в нову ідеологію, формулу влади, позбавлену свого радикалізму, ймовірно виключно з волі її творця. Після смерті Базальї в 1980 році його антиінституціональна філософія та її втілення в Трієсті дозволили наступним поколінням почати серйозну роботу й чітко виділити політичний простір для своєї клінічної практики. Серед дослідної діяльності, що заслуговує уваги в цій галузі, виділяється робота Роберто Бенедуче та інших, що працювали в середовищі іммігрантів та біженців, які проживають в Італії.
В області італійської психіатрії та медичної антропології можна відзначити трьох інших основних діячів, що безпосередньо займають незалежне і неповторне місце в науці. Першим з цих діячів є психіатр і психоаналітик Джованні Джервіс, котрий працював разом з Де Мартіно. Джервіс був пов'язаний з рухом «Демократична психіатрія», заснованим Базальєй. Другим діячем є філософ і психоаналітик Умберто Джалімберті, який відкрив своїми дослідженнями про тілесність нові перспективи для критичних напрямків в медичній антропології та етнопсихіатрії. В особі Джалімберті, учня Ясперса, антропологія тіла знайшла свого теоретика, котрий розширив рамки мислення в цій галузі. Такий же внесок в антропологію тіла паралельно зробили антропологи Лаура Фаранда, Клаудіа Маталуччі та Іво Куаранта. Третім діячем є психоаналітик Мішель Рісси, який займався розвитком психопатології імміграції, заснованої на кросскультурних дослідженнях.
Інший поворотний пункт у роботі Базальї був охарактеризований Маріо Колюччі і Піранджело Ді Вітторіо як практично-політичний зсув, коли Базалья зосередив свою увагу на згубних наслідках, що виникають у людей з психічними розладами в результаті виставлення діагнозу і підсилюються під впливом поміщення в спеціалізовані установи. На думку Базальї, особистість кожного пацієнта психіатричної лікарні можна відновити тільки при поєднанні двох процесів: ліквідації установи, в яку поміщений пацієнт, і звільнення «сили божевілля». Базалья розглядав божевілля як звільняючу силу, що дозволяє індивіду реорганізувати зміст свого життя. Таким чином, поняття «психічне захворювання» обертається в питання про те, що люди з психічними розладами можуть знову знайти свободу шляхом звільнення з психіатричної лікарні.
Реформа італійської психіатрії, радикальна критика державних інститутів, новий погляд на італійське суспільство, які стали результатом діяльності Базальї, зробили його провідним діячем другої половини XX століття й одним з найбільш великих і прогресивних інтелектуалів Італії. Діяльність Базальї в Трієсті, де він почав працювати в 1971 році, сприяла розвитку руху за деінституціоналізацію, який отримав назву «Демократична психіатрія». Під його впливом у кількох країнах сформувалася думка про необхідність прийняти нову модель роботи з людьми, що страждають психічними розладами, і за його сприяння виховувалося почуття соціальної відповідальності за їх психологічні страждання. Услід за реформою психіатричних лікарень Базалья запропонував нову інституційну модель, спрямовану на те, щоб запобігти руйнуванню життів людей, які живуть на периферії споживчого капіталістичного суспільства повоєнного періоду в умовах вільного ринку. Він підготував ґрунт для формування нового подання про державні інститути в цілому (1971, 1974, 1981—1982).
Протягом свого життя Базалья прагнув об'єднати в області психіатрії психопатологію та феноменологію й успішно привносив політичні акценти в сферу, зайняту психічним захворюванням, висловлюючи критичний погляд на державні інститути, який був одним з найбільш радикальних. За підтримкою своїх колег Базалья зробив дивний подвиг, забезпечивши прийняття Закону 180, яким санкціонувалася радикальна реформа італійських психіатричних установ. Закон зробив широкий вплив на світ, коли італійська модель широко прививалася в інших країнах. Починаючи з Мішеля Фуко і закінчуючи Робером Кастелем, від Бразилії та Мозамбіку до Сполучених Штатів реформи Базальї призвели до величезного зрушення в розумах і політиці.

## Критика
У 1985 році, коли реформи Базальї були ще не завершені, Джон Смітіс, що присвятив два місяці поїздкам по центрах психіатричної допомоги Трієсту, Венеції, Флоренції, Мілану й інших міст Північної Італії, опублікував у бюлетені «Королівського коледжу психіатрів» свій лист «Про сучасний стан психіатричної допомоги в Північній Італії», в якому висловив різку критику реформ Базальї: «Звичайно, ніхто б не побажав повернутися в неприємні минулі дні, коли психіатричні лікарні було практично не відрізнити від в'язниць. Але хронічні психічно хворі (і не тільки в Італії) заслуговують кращої долі, ніж та, яка надана їм сьогодні й зумовлена скороченням бюджету поряд з тривалим впливом старомодним соціологічних догм 60-х років ХХ століття. Можна стверджувати, що психічно хворих лікували краще, в деяких відносинах, у Сполучених Штатах та Англії 70-х років XIX століття після реформ, проведених Тьюком і Дорсі Дікс, ніж їх лікують сьогодні. …Пропаганда, розповсюджувана прихильниками „Демократичної психіатрії“, має лише слабке відношення до фактів того, як люди з психічними розладами живуть в Італії сьогодні».

## Твори Базальї
- Psychiatry Inside Out: Selected Writings of Franco Basaglia / Edited by Nancy Scheper-Hughes and Anne M.Lovell. (Translated from the Italian by Anne M.Lovell and Teresu Shtob). — New York: Colombia University Press, 1987. — 318 pages. — ISBN 0-231-05718-0
- Basaglia F. Scritti / 1953—1968. Dalla psichiatria fenomenologica all'Esperienza di Gorizia. Vol. 1. — Torino: Einaudi, 1981. — ISBN 88-06-52662-6
- Basaglia F. Scritti / 1968—1980. Dall'Apertura del manicomio alla nuova legge sull'Assistenza psichiatrica. Vol. 2. — Torino: Einaudi, 1981. — ISBN 88-06-52670-7
- Basaglia F. L'utopia della realtà (raccolta di saggi scritti tra il 1963 e il 1979) / Ongaro Basaglia F. (a cura di). — Torino: Einaudi, 2005. — LVII-327 pagine. — ISBN 88-06-17669-2
- Basaglia F. La distruzione dell'ospedale psichiatrico come luogo di istituzionalizzazione, 1964. Та же праця англійською мовою: Basaglia F. The Destruction of the Mental Hospital as a Place of Institutionalisation: Thoughts Caused by Personal Experience with the Open Door System and Part Time Service (First International Congress of Social Psychiatry). — London, 1964.
- Basaglia F. Che cos'è la psichiatria? — Torino: Einaudi, 1967.
- Basaglia F. L'istituzione negata. — Torino: Einaudi, 1968.
- Basaglia F. Morire di classe. — Torino: Einaudi, 1969.
- Basaglia F. Il malato artificiale. — Torino: Einaudi, 1969.
- Basaglia F. Le contraddizioni della comunità terapeutica, 1970.
- Basaglia F. La maggioranza deviante (with Franca Ongaro). — Torino: Einaudi, 1971.
- Basaglia F. Crimini di pace, (with Foucault, Goffman, Laing, Chomsky). — Torino: Einaudi, 1971.
- Basaglia F., Gallio G. La chiusura dell'ospedale psichiatrico, 1976.
- Basaglia F. La violenza (scritto con Franco Fornari, Graziella Controzzi, Gian Piero) / Dell'Acqua (a cura di). — Firenze: Vallecchi, 1978.
- Basaglia F., Gallio G. La vocazione terapeutica e lotta di classe, 1979.
- Basaglia F. Corso di aggiornamento per operatori psichiatrici, 1979.
- Basaglia F. A psyquiatria alternativa. Contra o pessimismo da razao, o otimismo da pratica. Conferencias no Brasil (in portoghese). — San Paolo del Brasile, Brasil Debates, 1979. Тот же источник на итальянском: Basaglia F. Conferenze brasiliane / Ongaro Basaglia F. (a cura di). — Milano: Raffaello Cortina, 2000. — ISBN 88-7078-614-5
- Basaglia F. La institucionalización psiquiátrica de la violencia. // Razón, locura y sociedad: Franco Basaglia, Marie Langer, Igor Caruso, Thomas Szasz, Eliseo Verón, Armando Suárez, Guillermo Barientos. — San Ángel: Siglo XXI, 1978. Pág.15—35.
- Basaglia F. ¿Psiquiatría o ideología de la locura? // Razón, locura y sociedad: Franco Basaglia, Marie Langer, Igor Caruso, Thomas Szasz, Eliseo Verón, Armando Suárez, Guillermo Barientos. — San Ángel: Siglo XXI, 1978. Pág. 35—56.